# Nerville-la-Forêt
Nerville-la-Forêt ist eine französische Gemeinde mit 779 Einwohnern (Stand 1. Januar 2022) im Département Val-d’Oise in der Region Île-de-France. Sie gehört zum Arrondissement Pontoise und zum Kanton L’Isle-Adam. Die Einwohner werden Nervillois genannt.

## Geographie
Nerville-la-Forêt befindet sich etwa 30 Kilometer nördlich von Paris und umfasst eine Fläche von 668 Hektar. Nachbargemeinden sind:
- Presles im Norden
- Maffliers im Osten
- Montsoult im Südosten
- Villiers-Adam im Süden
- L’Isle-Adam im Westen

## Bevölkerungsentwicklung
| Jahr      | 1962 | 1968 | 1975 | 1982 | 1990 | 1999 | 2006 | 2011 |
| Einwohner | 256  | 254  | 295  | 478  | 577  | 749  | 813  | 642  |

## Sehenswürdigkeiten
- Schloss Nerville
- Kirche Saint-Claude
- Schloss Pré-David